# Тобольская мужская гимназия
Тобольская мужская гимназия — среднее учебное заведение Российской империи, существовавшее с 1810 по 1919 годы.

## История
Гимназия в Тобольске была открыта в рамках реформы школьного образования начала XIX века на базе старших классов Главного народного училища. Готовясь к её открытию коллежский советник Август Христианович Эйбен, произвёл реконструкцию учебного корпуса и подобрал штатных преподавателей. Торжественное открытие Тобольской губернской гимназии состоялось 12 марта 1810 года. Первоначально гимназия была четырехклассной. Среди преподавателей выделялся старший учитель Иван Павлович Менделеев, с 1828 по 1834 годы занимавший должность директора гимназии.
В 1836 году гимназия из четырехклассной была преобразована в семиклассную. До 1838 года она оставалась единственной гимназией в Западной Сибири.
В 1857—1862 годах директором гимназии был её выпускник, а затем преподаватель, Пётр Павлович Ершов. С 1862 по 1879 годы руководил гимназией Филолог Васильевич Рудаков.
По Уставу гимназий и прогимназий 1864 года было проведено коренное преобразование гимназии и она стала классической с обязательным изучением греческого и латинского языков. Большинство учащихся бросали гимназию до окончания курса, поступая на службу в разные канцелярии; так в 1872 году Тобольскую гимназию окончил всего один человек.
В 1892 года гимназия переехала в новое здание, а в старом остался пансион.
К началу XX века в гимназии обучалось 240 человек. 
В 1919 году состоялся последний выпуск. В 1921 году в здании бывшей Тобольской гимназии расположился Тобольский педагогический техникум.

## Рекомендуемая литература
- Замахаев С. И., Цветаев Г. А. Тобольская губернская гимназия. Историческая записка о состоянии Тобольской гимназии за 100 лет ее существования. 1789—1889. — Тобольск: Тип. Губ. Правл., 1889. — 321 с., 35 с. табл.